# Pemmation verrucosa
Pemmation verrucosa är en insektsart som först beskrevs av Knight 1973.  Pemmation verrucosa ingår i släktet Pemmation och familjen Flatidae. Inga underarter finns listade i Catalogue of Life.